# Harry Kitson
Harold Austin (Harry) Kitson (Richmond, 17 juni 1874 – Umkomaas, 30 november 1951) was een Zuid-Afrikaans tennisspeler. Kitson behaalde zijn grootste succes tijdens de Olympische Zomerspelen 1912 door het winnen van de titel in het herendubbelspel samen met Charles Winslow, in het herenenkelspel verloor Kitson de finale van zijn dubbelpartner.